# 수영 개인혼영 200m 대한민국 기록 추이
수영 개인혼영 200m 대한민국 기록 추이는 다음과 같다.

## 남자
| '# | 기록        | 차이       | 선수   | 소속             | 날짜         | 대회명                                                      | 개최 도시           | 경기장             | 주석 및 기타                               | 동영상 |
|    | 2분 38초 7  |            | 김동제 | 경복고           | 1969. 07. 27 | 제1회 해군참모총장배 쟁탈 남녀 초중고교 수영 대회           | 대한민국 서울       | 서울운동장 풀      | 종전 2분 40초 6                            |        |
|    | 2분 28초 8  | - 9.9초    | 조오련 | 양정고           | 1971. 07. 31 | 제3회 해군 참모총장배 쟁탈 전국 남녀 초중고등학교 수영 대회 |                     |                    | 종전 2분 38초 7(조오련)                    |        |
|    | 2분 25초 4  | - 0.6 초   | 조오련 | 양정고           | 1971. 08. 21 | 제43회 전국 남녀 학생 수영 대회                             | 대한민국 서울       | 서울운동장 수영장  | 종전 2분 26초 0(조오련 71년)               |        |
|    | 2분 23초 2  | - 2.2초 ** | 조오련 | 고려대           | 1973. 07. 01 | 제28회 전국 남녀 초중고 대학별 수영 대회                    | 대한민국 서울시     | 사직공원 시영 풀장 | 종전기록 : 2분 25초 4                      |        |
|    | 2분 19초 68 | - 초       | 이충원 |                  | 1980. 10. 10 | 제61회 전국 체육 대회                                       | 대한민국 전주       |                    | 종전기록 : 2분 20초 3(조오련) 7년만에 단축 |        |
|    | 2분 15초 81 | -          | 이재수 | 충남고           | 1985. 10. 12 | 제66회 전국 체육 대회                                       | 대한민국 춘천       | 춘천 실내 수영장   | 2분 17초 58                                |        |
|    | 2분 15초 25 | - 0.23초   | 이재수 | 충남고           | 1986. 03. 01 | 대표 선수 기록 평가회                                       | 대한민국 서울       | 태릉훈련원         | [ 7 ]                                      |        |
|    | 2분 15초 05 | - 0.20초   | 이재수 | 충남고           | 1986. 07. 17 | 수영대표공인기록회                                          | 대한민국 서울       | 태릉훈련원수영장   | [ 8 ]                                      |        |
|    | 2분 14초 95 | - 0.10초   | 이재수 | 공주사대         | 1987. 06. 17 | 제7회 아산기 수영 대회                                      | 대한민국 온양       | 온양 실내 수영장   | [ 9 ]                                      |        |
|    | 2분 14초 02 | - 0.93초   | 이재수 | 공주사대         | 1987. 10. 17 | 제68회 전국 체육 대회                                       | 대한민국 목표       |                    | [ 10 ]                                     |        |
|    | 2분 13초 86 | - 0.16초   | 이재수 | 공주사대         | 1988. 07. 23 | 수영 국가 대표 공인 평가전                                  | 대한민국 온양       |                    | [ 11 ]                                     |        |
|    | 2분 11초 88 | -          | 이재수 | 공주사대         | 1988         | 하계 올림픽                                                 |                     |                    |                                            |        |
|    | 2분 11초 67 | - 0.21초   | 김성태 | 충남고           | 1990. 04. 04 | 제45회 전국 수영 대회                                       | 대한민국 대구       | 두류 수영장        | 고등부 예선.                               |        |
|    | 2분 11초 11 | - 0.56초   | 김성태 | 충남고           | 1990. 06. 22 | 제18회 해군 참모총장배 전국 수영 대회                       | 대한민국 서울       | 올림픽 수영장      | [ 12 ]                                     |        |
|    | 2분 10초 31 | -          | 김성태 | 충남고           | 1990.        |                                                             |                     |                    |                                            |        |
|    | 2분 09초 38 | - 0.32초 * | 김태균 | 신성고           | 1993. 08. 15 | 93 범태평양 수영대회                                        | 일본 고베           |                    | 예선.종전 2분 09초 70, 안진욱 3월          |        |
|    | 2분 07초 74 | - 1.64초   | 고윤호 | 강원체고         | 1995. 11. 08 | 제14회 대통령기 전국 수영 대회                              | 대한민국 부산       | 사직 실내 수영장   | [ 14 ]                                     |        |
|    | 2분 07초 23 | - 0.51초   | 고윤호 | 강원체고         | 1996. 03. 24 | 제51회 회장기 전국 수영 대회                                | 대한민국 부산       | 사직 실내 수영장   | [ 15 ]                                     |        |
|    | 2분 06초 61 | - 0.62초   | 김방현 | 양재고           | 1996. 06. 14 | 제24회 해군참모총장배 수영 대회                             | 대한민국 서울       | 올림픽 수영장      | [ 16 ]                                     |        |
|    | 2분 06초 17 | - 0.44초   | 김방현 | 고려대           | 1997. 04. 13 | 제17회 아산기 수영 대회                                     | 대한민국 서울       | 올림픽 수영장      | [ 17 ]                                     |        |
|    | 2분 05초 55 |            | 김방현 |                  | 1998         |                                                             |                     |                    |                                            |        |
|    | 2분 04초 62 |            | 한규철 | 경기고           | 1999         | 99 범태평양 수영 선수권 대회                                |                     |                    |                                            |        |
|    | 2분 04초 32 | - 0.30초   | 김방현 | 대구시설관리공단 | 2004. 10. 10 | 제85회 전국 체육 대회                                       | 대한민국 청주       | 청주 실내 수영장   |                                            |        |
|    | 2분 02초 91 | - 1.41초   | 한규철 | 전남수영연맹     | 2005. 10. 18 | 제86회 전국 체육 대회                                       | 대한민국 울산       | 문수 실내 수영장   |                                            |        |
|    | 2분 02초 30 | - 0.61초   | 한규철 | 전남수영연맹     | 2006. 10. 19 | 제87회 전국 체육 대회                                       | 대한민국 김천       | 김천 실내 수영장   |                                            |        |
|    | 2분 01초 27 | - 0.03초   | 김민규 | 인천체고         | 2009. 10. 24 | 제90회 전국 체육 대회                                       | 대한민국 대전       | 용운 국제 수영장   |                                            |        |
|    | 2분 00초 41 | - 0.86초   | 김민규 | 인천체고         | 2009. 12.06  | 제5회 동아시아 경기 대회                                    | 중화인민공화국 홍콩 |                    | 3위                                        |        |
|    | 2분 00초 31 | - 0.10초   | 박태환 | 인천시청         | 2014. 07.17  | MBC배 전국수영대회                                          | 대한민국 김천       |                    | 1위                                        |        |

## 여자
| # | 기록        | 차이     | 선수   | 소속             | 날짜             | 대회명                                   | 개최 도시           | 경기장                     | 주석 및 기타          | 동영상 |
|   | 3분 19초 8  |          | 남상남 | 중앙대           | 1966. 07. 16     | 제 회 전국 각급 학교 대항 수상 경기 대회 | 대한민국 부산       | 부산구덕경기장 풀          | 종전 3분 44(34)초 5   |        |
|   | 3분 08초 5  | - 초     | 전옥자 | 상명여고         | 1966. 09. 3(4)** | 제11회 전국 남녀 수영 선수권 대회        | 대한민국 서울       | 서울운동장 풀              | 종전 3분 12초 9       |        |
|   | 2분 50초 9  |          | 이명희 | 부산여고등학교   | 1970. 09. 13     | 한국대표급수영공인기록회                 | 대한민국 서울       |                            | 종전기록 : 2분 52초 9 |        |
|   | 2분 47초 3  | - 3.6초  | 이명희 | 부산여고         | 1970. 10. 10     | 제51회 전국 체육 대회                    | 대한민국 서울       | 태릉 국제 수영장           | [ 23 ]                |        |
|   | 2분 46초 9  |          | 남상필 | 상명여고         | 1971. 09. 04     | 제16회 전국 남녀 수영 선수권 대회        | 대한민국 서울       | 서울 운동장 풀             | 종전: 2분 47초 3      |        |
|   | 2분 44초 0  | - 2.9초  | 남상필 | 상명여고         | 1973. 08. 19     | 제45회 전국 학생 수영 대회               | 대한민국 서울       | 서울 운동장 풀             | [ 25 ]                |        |
|   | 2분 41초 59 | - 초     | 최연숙 | 근명여상         | 1975. 10. 08     | 제51회 전국 체육 대회                    | 대한민국 대구       |                            | 종전 2.43초 50        |        |
|   | 2분 39초 68 | - 1.91초 | 최연숙 | 근명여상         | 1977. 08. 27     | 제49회 전국 남녀 학생 수영 대회          | 대한민국 서울       | 서울운동장풀               | [ 27 ]                |        |
|   | 2분 39초 20 | - 0.48초 | 김정은 | 논산여중학교     | 1978. 05. 28     | 제7회 전국 소년 체육 대회 (여중부 결승)  | 대한민국 대구       | 대구 스포츠 센터           | 여중부 결선.          |        |
|   | 2분 39초 16 | - 0.04초 | 최윤정 | 서울사대부중학교 | 1978. 06. 30     | 방콕아시안게임파견수영대표 최종선발전    | 대한민국 서울       | 태릉수영장                 | [ 29 ]                |        |
|   | 2분 39초 02 | - 0.14초 | 최윤정 | 사대부중학교     | 1978. 08. 26     | 제50회 전국 남녀 학생 수영 대회          | 대한민국 서울       |                            | 여중부 예선.          |        |
|   | 2분 36초 72 | - 2.30초 | 최윤정 | 사대부중학교     | 1978. 08. 27     | 제50회 전국 남녀 학생 수영 대회          | 대한민국 서울       |                            | 여중부 결선           |        |
|   | 2분 35초 07 |          | 조진아 | 이화여고등학교   | 1979. 06. 23     | 제25회 서울시 초중고대학별 수영 대회     | 대한민국 서울       | 서울운동장옥외풀           | 종전기록: 2분 36초 12 |        |
|   | 2분 33초 53 | - 1.54초 | 조진아 | 이화여고         | 1979. 07. 15     | 제34회 전국 남녀 학생 종별 수영 대회     | 대한민국 서울       | 서울운동장수영장           | [ 32 ]                |        |
|   | 2분 30초 97 | -        | 조진아 | 이화여고         | 1980. 05. 14     | 아시아 초청 수영 선수권 대회             | 인도네시아 자카르타 |                            | 1위. 종전 2분 33초 18 |        |
|   | 2분 29초 71 | - 1.26초 | 최윤희 | 사대부중학교     | 1982. 08. 02     | 제54회 동아수영대회                      | 대한민국 서울       |                            | [ 34 ]                |        |
|   | 2분 26초 34 | - 3.36초 | 최윤정 | 상명여고등학교   | 1982. 09. 18     | 우수선수공인기록회                       | 대한민국 서울       | 잠실 실내 수영장           | [ 35 ]                |        |
|   | 2분 24초 32 | - 2.02초 | 최윤희 | 대한민국         | 1982. 11. 27(8)  | 제9회 아시안 게임                        | 인도 뉴델리         |                            | 1위. 아시아 신기록    |        |
|   | 2분 24초 15 | - 0.17초 | 최윤희 | 연세대           | 1986. 03. 01     | 대표 선수 기록 평가회                    | 대한민국 서울       | 태릉훈련원                 | [ 37 ]                |        |
|   | 2분 23초 64 | - 0.51초 | 최윤희 | 연세대           | 1986. 07. 17     | 수영 대표 공인 기록회                    | 대한민국 서울       | 태릉훈련원수영장           | [ 38 ]                |        |
|   | 2분 22초 30 | - 초     | 최윤희 | 대한민국         | 1986.            | 아시안 게임                              | 대한민국 서울       |                            |                       |        |
|   | 2분 21초 70 | - 0.60초 | 이지현 | 가원중           | 1994. 06. 30     | 94 아시안 게임 수영 국가 대표 선발전     | 대한민국 서울       | 한국체육대학교 수영장      |                       |        |
|   | 2분 21초 36 | - 0.34초 | 이지현 | 가원중           | 1994. 08. 25     | MBC배 수영 대회                          | 대한민국 서울       | 올림픽 수영장              | [ 39 ]                |        |
|   | 2분 20초 79 | - 0.57초 | 이지현 | 진선여중         | 1997. 04. 13     | 제17회 아산기 수영 대회                  | 대한민국 서울       | 올림픽 수영장              | [ 40 ]                |        |
|   | 2분 18초 74 | - 2.05초 | 조희연 | 대청중           | 1997. 08. 27     | MBC배 수영 대회                          | 대한민국 서울       | 잠실 실내 수영장           | [ 41 ]                |        |
|   | 2분 18초 51 | -        | 노주희 | 대청중           | 1997. 09.        | 서울 시장배 대회                         | 대한민국 서울       |                            |                       |        |
|   | 2분 18초 13 | - 0.38초 | 노주희 | 대청중           | 1997. 11. 07     | 제16회 대통령기 수영 대회                | 대한민국 대전       | 대전 시립 수영장           | [ 42 ]                |        |
|   | 2분 16초 96 | - 1.17초 | 조희연 | 대청중           | 1998. 04. 30     | 제53회 회장배전국수영대회                | 대한민국 부산       | 사직 실내 수영장           | [ 43 ]                |        |
|   | 2분 15초 95 |          | 조희연 | 대한민국         | 1998.            | 제13회 아시안 게임                       | 태국 방콕           |                            |                       |        |
|   | 2분 15초 26 | - 0.69초 | 최혜라 | 대한민국         | 2008. 08. 11     | 제29회 하계 올림픽                       | 중국 베이징         |                            | 예선 3위. 탈락        |        |
|   | 2분 15초 17 | - 0.09초 | 최혜라 | 서울체고         | 2009. 04. 27     | 제81회 동아 수영 대회                    | 대한민국 김천       | 김천 실내 수영장           |                       |        |
|   | 2분 14초 20 | - 0.97초 | 최혜라 | 서울체고         | 2009. 10. 24     | 제90회 전국 체육 대회                    | 대한민국 대전       | 용운 국제 수영장           |                       |        |
|   | 2분 13초 65 | - 0.55초 | 김서영 | 대한민국         | 2009. 12. 7      | 제5회 동아시안 게임                      | 홍콩                | 커우룽 공원 수영장         | 3위.                  |        |
|   | 2분 12초 89 | - 0.76초 | 최혜라 | 오산시청         | 2010. 10. 10     | 제91회 전국체육대회 (일반부)             | 대한민국 창원       |                            | [ 44 ]                |        |
|   | 2분 12초 85 | - 0.04초 | 최혜라 | 대한민국         | 2010. 11. 18     | 2010년 아시안 게임                       | 중국 광저우         | 아쿠아틱 센터              | 3위.                  |        |
|   | 2분 12초 55 | - 0.30초 | 최혜라 | 전북체육회       | 2013. 10. 22     | 제94회 전국 체육 대회                    | 대한민국 인천       | 박태환 수영장              |                       |        |
|   | 2분 11초 75 | - 0.80초 | 김서영 | 경북도청         | 2014. 11. 01     | 제95회 전국 체육 대회                    | 대한민국 제주       | 제주 실내 수영장           |                       |        |
|   | 2분 10초 23 | - 1.52초 | 김서영 | 경북도청         | 2016. 10. 11     | 제97회 전국 체육 대회                    | 대한민국 아산       | 배미수영장                 |                       |        |
|   | 2분 09초 86 | - 0.37초 | 김서영 | 경북도청         | 2017. 07. 23     | 2017년 세계 수영 선수권 대회             | 헝가리 부다페스트   |                            | 준결선 2조 3위        |        |
|   | 2분 08초 61 | - 1.25초 | 김서영 | 경북도청         | 2018. 04. 27     | 2018 국제대회 수영 국가대표 선발대회     | 대한민국 광주광역시 | 광주 남부대 시립국제수영장 |                       |        |

## 같이 보기
- 수영 개인혼영 200m 세계 기록 추이
- 수영 대한민국 기록